# Rounds
Albums de Four Tet
Pause
(2001) Everything Ecstatic
(2005)
Rounds est le troisième album du musicien britannique de musique électronique Four Tet. Il est sorti au Royaume-Uni le 5 mai 2003 en format CD, sur le label Domino Records (catalogue : WIGCD126), et le jour suivant aux États-Unis chez Domino USA (catalogue : DNO 14CD).
Le design de la jaquette est de Matt Cooper et la photographie est de Jason Evans.
Toutes les chansons ont été écrites et produites par Four Tet, et l'album a été masterisé par Guy à The Exchange.

## Pistes
| 1.    | Hands                            | 5:41 |
| 2.    | She Moves She                    | 4:41 |
| 3.    | First Thing                      | 1:13 |
| 4.    | My Angel Rocks Back And Forth    | 5:07 |
| 5.    | Spirit Fingers                   | 3:22 |
| 6.    | Unspoken                         | 9:31 |
| 7.    | Chia                             | 0:32 |
| 8.    | As Serious As Your Life          | 4:48 |
| 9.    | And They All Look Broken Hearted | 5:09 |
| 10.   | Slow Jam                         | 5:18 |
| 45:30 |                                  |      |